# José Santiago Martínez Luco
José Antonio Martínez de Luco Herrera  (Santiago, 1784 - ibidem, 1863). Fue un patriota Carrerino, participante en la Independencia de Chile.

## Familia
Fue hijo de don Nicolás de Luco Aragón y Cayetana Herrera y Rojas, ambos con raíces en Álava, España. Casado con Mercedes Rojas Salas, no tuvieron hijos. 

## Carrera política

### Independencia
Fue guardia del Corps del Rey de España. Supo captar la confianza de la Junta de Gobierno de Sevilla y así, el 17 de julio de 1808, se acordó el nombramiento de emisario de Chile, para que diera a conocer la situación de la península y recogiera elongaciones destinadas a rechazar la invasión francesa.
Llegó a Chile y simpatizó con el movimiento emancipador y así ocupó puestos de responsabilidad y confianza, especialmente en el gobierno de José Miguel Carrera. Ayudó a la causa de la independencia, a diferencia de los de su familia que eran realistas. Durante la reconquista española sufrió muchas persecuciones. En 1820 contribuyó a la liberación del Perú. 
En el gobierno de Bernardo O'Higgins se creyó en una conspiración a favor de los hermanos Carrera. E incluso, al enterarse de lo sucedido en el Desastre de Cancha Rayada, Luco se hace parte de los Húsares de la Muerte fundado por Manuel Rodríguez, lo que mostró más su carácter carrerino. Tras del asesinato de Rodríguez en Tiltil, juro venganza y pretendió derrocar al gobierno por parte del ejército, además se decía que asumiría el mando de la nación como Coronel Luco, mientras llegaba Carrera. Por esta causa fue desterrado.

### Organización de la República
Caído O'Higgins volvió a Chile en 1823 y fue teniente gobernador de Quillota y escogido al Congreso en 1824. Se retiró joven aún de la vida pública y se dedicó a las actividades agrícolas en sus haciendas de Polpaico y Cerro Negro. Prácticamente toda su fortuna la dejó a los Hospitales San Juan de Dios y al de Mujeres.

## Actividades políticas
- Teniente Gobernador de Quillota (1823-1824).
- Diputado representante de Quillota y Limache (1824-1825).
- Presidente de la Cámara de Diputados (1824).
- Diputado representante de Concepción (1825-1826).
- Intendente de la Santiago (1826-1828).

| Predecesor: Bernardino Bilbao Beyner | Presidente de la Cámara de Diputados 11 de marzo - 25 de mayo de 1824 | Sucesor: José Manuel Borgoño |